# Golden Globe-díj a legjobb musical- vagy vígjátéksorozatnak
A legjobb musical- vagy vígjátéksorozatnak járó Golden Globe-díjat a Hollywood Foreign Press Association adja át, az 1970-ben megtartott 27. Golden Globe-gála óta. Korábban, 1962-től kezdődően a televíziós sorozatokat egyetlen kategóriában értékelték. 1970-től vált ketté musical/vígjáték, valamint drámasorozat kategóriákra.
A legtöbb győzelmet az All in the Family című sorozat aratta, az 1970-es évek során négy alkalommal bizonyult a legjobbnak. Az Öreglányok, a Szex és New York, valamint a Taxi három-három alkalommal győzött. A legtöbb, tíz jelölést a The Carol Burnett Show és a Cheers szerezte.

## Győztesek és jelöltek

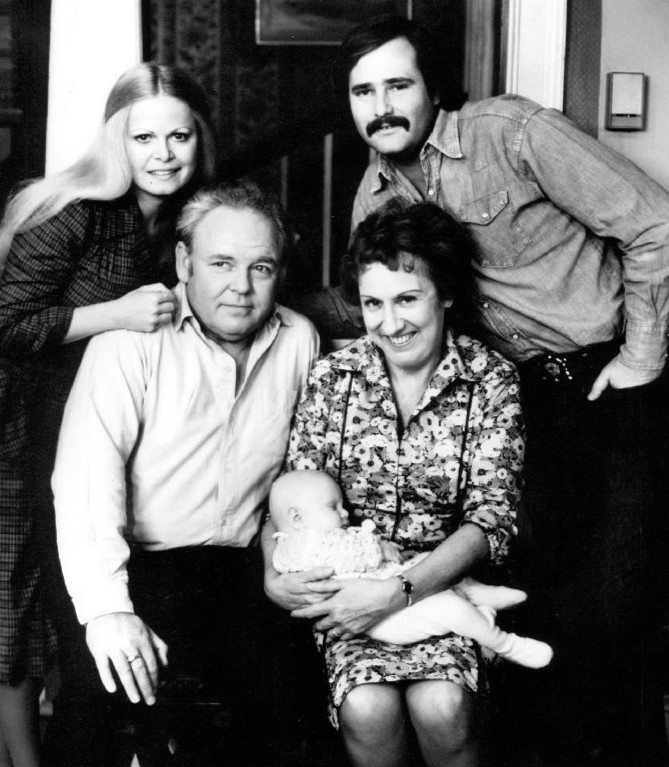
Az All in the Family című szituációs komédia szerezte a legtöbb díjat a kategóriában, az 1970-es évek folyamán négyszer tudott nyerni.

Győztes mű

### 1960-as évek
| Év                         | Cím                                     | Adó                                   |                                       |                                       |                                       |
| Legjobb televíziós sorozat | Legjobb televíziós sorozat              | Legjobb televíziós sorozat            | Legjobb televíziós sorozat            | Legjobb televíziós sorozat            |                                       |
| 1961 19. gála              |                                         |                                       |                                       |                                       |                                       |
| -------------------------- | --------------------------------------- | ------------------------------------- | ------------------------------------- | ------------------------------------- | ------------------------------------- |
| 1961 19. gála              | My Three Sons                           | ABC                                   |                                       |                                       |                                       |
| 1961 19. gála              | What's My Line?                         | CBS                                   |                                       |                                       |                                       |
| 1962 20. gála              | Legjobb televíziós program              | Legjobb televíziós program            | Legjobb televíziós program            | Legjobb televíziós program            | Legjobb televíziós program            |
| 1962 20. gála              | The Dick Powell Show                    | NBC                                   |                                       |                                       |                                       |
| 1962 20. gála              | Legjobb televíziós sorozat – vígjáték   |                                       |                                       |                                       |                                       |
| 1962 20. gála              | Mister Ed                               | CBS                                   |                                       |                                       |                                       |
| 1963 21. gála              | Legjobb televíziós sorozat – vígjáték   | Legjobb televíziós sorozat – vígjáték | Legjobb televíziós sorozat – vígjáték | Legjobb televíziós sorozat – vígjáték | Legjobb televíziós sorozat – vígjáték |
| 1963 21. gála              | The Dick Van Dyke Show                  | CBS                                   |                                       |                                       |                                       |
| 1963 21. gála              | The Beverly Hillbillies                 | CBS                                   |                                       |                                       |                                       |
| 1963 21. gála              | The Bob Hope Show                       | NBC                                   |                                       |                                       |                                       |
| 1963 21. gála              | The Jack Benny Program                  | CBS                                   |                                       |                                       |                                       |
| 1963 21. gála              | The Red Skelton Hour                    | CBS                                   |                                       |                                       |                                       |
| 1963 21. gála              | Legjobb televíziós sorozat – varieté    |                                       |                                       |                                       |                                       |
| 1963 21. gála              | The Danny Kaye Show                     | CBS                                   |                                       |                                       |                                       |
| 1963 21. gála              | The Andy Williams Show                  | NBC                                   |                                       |                                       |                                       |
| 1963 21. gála              | The Garry Moore Show                    | CBS                                   |                                       |                                       |                                       |
| 1963 21. gála              | The Judy Garland Show                   | CBS                                   |                                       |                                       |                                       |
| 1963 21. gála              | The Tonight Show Starring Johnny Carson | NBC                                   |                                       |                                       |                                       |
| 1964 22. gála              | Legjobb televíziós sorozat              | Legjobb televíziós sorozat            | Legjobb televíziós sorozat            | Legjobb televíziós sorozat            | Legjobb televíziós sorozat            |
| 1964 22. gála              | The Rogues                              | NBC                                   |                                       |                                       |                                       |
| 1964 22. gála              | 12 O'Clock High                         | ABC                                   |                                       |                                       |                                       |
| 1964 22. gála              | The Munsters                            | CBS                                   |                                       |                                       |                                       |
| 1964 22. gála              | The Red Skelton Hour                    | CBS                                   |                                       |                                       |                                       |
| 1964 22. gála              | Wendy and Me                            | ABC                                   |                                       |                                       |                                       |
| 1965 23. gála              | Legjobb televíziós program              | Legjobb televíziós program            | Legjobb televíziós program            |                                       |                                       |
| 1965 23. gála              | The Man from U.N.C.L.E.                 | NBC                                   |                                       |                                       |                                       |
| 1965 23. gála              | Frank Sinatra: A Man and His Music      | NBC                                   |                                       |                                       |                                       |
| 1965 23. gála              | A balfácán (Get Smart)                  | NBC                                   |                                       |                                       |                                       |
| 1965 23. gála              | I Spy                                   | NBC                                   |                                       |                                       |                                       |
| 1965 23. gála              | My Name Is Barbra                       | CBS                                   |                                       |                                       |                                       |
| 1966 24. gála              | Legjobb televíziós sorozat              | Legjobb televíziós sorozat            | Legjobb televíziós sorozat            | Legjobb televíziós sorozat            | Legjobb televíziós sorozat            |
| 1966 24. gála              | I Spy                                   | NBC                                   |                                       |                                       |                                       |
| 1966 24. gála              | Run For Your Life                       | NBC                                   |                                       |                                       |                                       |
| 1966 24. gála              | That Girl                               | ABC                                   |                                       |                                       |                                       |
| 1966 24. gála              | The Fugitive                            | ABC                                   |                                       |                                       |                                       |
| 1966 24. gála              | The Man from U.N.C.L.E.                 | NBC                                   |                                       |                                       |                                       |
| 1967 25. gála              |                                         |                                       |                                       |                                       |                                       |
| Mission: Impossible        | CBS                                     |                                       |                                       |                                       |                                       |
| Garrison's Gorillas        | ABC                                     |                                       |                                       |                                       |                                       |
| Rowan & Martin's Laugh-In  | NBC                                     |                                       |                                       |                                       |                                       |
| The Carol Burnett Show     | CBS                                     |                                       |                                       |                                       |                                       |
| The Dean Martin Show       | NBC                                     |                                       |                                       |                                       |                                       |
| 1968 26. gála              |                                         |                                       |                                       |                                       |                                       |
| Rowan & Martin's Laugh-In  | NBC                                     |                                       |                                       |                                       |                                       |
| Julia                      | NBC                                     |                                       |                                       |                                       |                                       |
| The Carol Burnett Show     | CBS                                     |                                       |                                       |                                       |                                       |
| The Doris Day Show         | CBS                                     |                                       |                                       |                                       |                                       |
| The Name of the Game       | NBC                                     |                                       |                                       |                                       |                                       |
| 1969 27. gála              | Legjobb musical- vagy vígjátéksorozat   | Legjobb musical- vagy vígjátéksorozat | Legjobb musical- vagy vígjátéksorozat |                                       |                                       |
| 1969 27. gála              | The Carol Burnett Show                  | CBS                                   |                                       |                                       |                                       |
| 1969 27. gála              | Love, American Style                    | ABC                                   |                                       |                                       |                                       |
| 1969 27. gála              | Rowan & Martin's Laugh-In               | NBC                                   |                                       |                                       |                                       |
| 1969 27. gála              | The Glen Campbell Goodtime Hour         | CBS                                   |                                       |                                       |                                       |
| 1969 27. gála              | The Governor & J.J.                     | CBS                                   |                                       |                                       |                                       |

### 1970-es évek
| Év                           | Cím                             | Adó |
| 1970 28. gála                |                                 |     |
| ---------------------------- | ------------------------------- | --- |
| 1970 28. gála                | The Carol Burnett Show          | CBS |
| 1970 28. gála                | The Courtship of Eddie's Father | ABC |
| 1970 28. gála                | Family Affair                   | CBS |
| 1970 28. gála                | The Glen Campbell Goodtime Hour | CBS |
| 1970 28. gála                | The Partridge Family            | ABC |
| 1971 29. gála                |                                 |     |
| All in the Family            | CBS                             |     |
| The Carol Burnett Show       | CBS                             |     |
| The Flip Wilson Show         | NBC                             |     |
| The Mary Tyler Moore Show    | CBS                             |     |
| The Partridge Family         | ABC                             |     |
| 1972 30. gála                |                                 |     |
| All in the Family            | CBS                             |     |
| M*A*S*H                      | CBS                             |     |
| The Mary Tyler Moore Show    | CBS                             |     |
| Maude                        | CBS                             |     |
| The Sonny & Cher Comedy Hour | CBS                             |     |
| 1973 31. gála                |                                 |     |
| All in the Family            | CBS                             |     |
| Sanford and Son              | NBC                             |     |
| The Carol Burnett Show       | CBS                             |     |
| The Mary Tyler Moore Show    | CBS                             |     |
| The Sonny & Cher Comedy Hour | CBS                             |     |
| 1974 32. gála                |                                 |     |
| Rhoda                        | CBS                             |     |
| All in the Family            | CBS                             |     |
| Maude                        | CBS                             |     |
| The Carol Burnett Show       | CBS                             |     |
| The Mary Tyler Moore Show    | CBS                             |     |
| 1975 33. gála                |                                 |     |
| Barney Miller                | ABC                             |     |
| All in the Family            | CBS                             |     |
| Chico and the Man            | NBC                             |     |
| The Carol Burnett Show       | CBS                             |     |
| The Mary Tyler Moore Show    | CBS                             |     |
| 1976 34. gála                |                                 |     |
| Barney Miller                | ABC                             |     |
| Donny & Marie                | ABC                             |     |
| Happy Days                   | ABC                             |     |
| Laverne & Shirley            | ABC                             |     |
| M*A*S*H                      | CBS                             |     |
| The Carol Burnett Show       | CBS                             |     |
| 1977 35. gála                |                                 |     |
| All in the Family            | CBS                             |     |
| Barney Miller                | ABC                             |     |
| Happy Days                   | ABC                             |     |
| Laverne & Shirley            | ABC                             |     |
| The Carol Burnett Show       | CBS                             |     |
| 1978 36. gála                |                                 |     |
| Taxi                         | ABC                             |     |
| Alice                        | CBS                             |     |
| All in the Family            | CBS                             |     |
| Szerelemhajó (The Love Boat) | ABC                             |     |
| Three's Company              | ABC                             |     |
| 1979 37. gála                |                                 |     |
| Alice                        | CBS                             |     |
| Taxi                         | ABC                             |     |
| M*A*S*H                      | CBS                             |     |
| Szerelemhajó (The Love Boat) | ABC                             |     |
| The Associates               | ABC                             |     |

### 1980-as évek
| Év                   | Magyar cím                                | Eredeti cím   | Adó |
| 1980 38. gála        |                                           |               |     |
| -------------------- | ----------------------------------------- | ------------- | --- |
| 1980 38. gála        | Taxi                                      | Taxi          | ABC |
| 1980 38. gála        |                                           | Alice         | CBS |
| 1980 38. gála        | MASH                                      |               | CBS |
| 1980 38. gála        | Szerelemhajó                              | The Love Boat | ABC |
| 1980 38. gála        | Soap                                      |               | ABC |
| 1981 39. gála        |                                           |               |     |
|                      | MASH                                      | CBS           |     |
|                      | Barbara Mandrell and the Mandrell Sisters | NBC           |     |
|                      | Private Benjamin                          | CBS           |     |
| Szerelemhajó         | The Love Boat                             | ABC           |     |
| Taxi                 | Taxi                                      | ABC           |     |
| 1982 40. gála        |                                           |               |     |
|                      | Fame                                      | NBC           |     |
| Cheers               | Cheers                                    | NBC           |     |
|                      | Love, Sidney                              | NBC           |     |
|                      | MASH                                      | CBS           |     |
| Taxi                 | Taxi                                      | ABC / NBC     |     |
| 1983 41. gála        |                                           |               |     |
|                      | Fame                                      | Szindikált    |     |
|                      | Buffalo Bill                              | NBC           |     |
| Cheers               | Cheers                                    | NBC           |     |
|                      | Newhart                                   | CBS           |     |
| Taxi                 | Taxi                                      | ABC / NBC     |     |
| 1984 42. gála        |                                           |               |     |
| Cosby                | The Cosby Show                            | NBC           |     |
| Cheers               | Cheers                                    | NBC           |     |
|                      | Fame                                      | szindikált    |     |
| Kate és Allie        | Kate & Allie                              | CBS           |     |
|                      | The Jeffersons                            | CBS           |     |
| 1985 43. gála        |                                           |               |     |
| Öreglányok           | The Golden Girls                          | NBC           |     |
| Cosby                | The Cosby Show                            | NBC           |     |
| Családi kötelékek    | Family Ties                               | NBC           |     |
| Kate és Allie        | Kate & Allie                              | CBS           |     |
| A simlis és a szende | Moonlighting                              | ABC           |     |
| 1986 44. gála        |                                           |               |     |
| Öreglányok           | The Golden Girls                          | NBC           |     |
| Cheers               | Cheers                                    | NBC           |     |
| Cosby                | The Cosby Show                            | NBC           |     |
| Családi kötelékek    | Family Ties                               | NBC           |     |
| A simlis és a szende | Moonlighting                              | ABC           |     |
| 1987 45. gála        |                                           |               |     |
| Öreglányok           | The Golden Girls                          | NBC           |     |
| Cheers               | Cheers                                    | NBC           |     |
| Családi kötelékek    | Family Ties                               | NBC           |     |
|                      | Frank's Place                             | CBS           |     |
|                      | Hooperman                                 | ABC           |     |
| A simlis és a szende | Moonlighting                              | ABC           |     |
| 1988 46. gála        |                                           |               |     |
|                      | The Wonder Years                          | ABC           |     |
| Cheers               | Cheers                                    | NBC           |     |
|                      | Murphy Brown                              | CBS           |     |
| Öreglányok           | The Golden Girls                          | NBC           |     |
| Roseanne             | Roseanne                                  | ABC           |     |
| 1989 47. gála        |                                           |               |     |
|                      | Murphy Brown                              | CBS           |     |
| Cheers               | Cheers                                    | NBC           |     |
|                      | Designing Women                           | CBS           |     |
|                      | Empty Nest                                | NBC           |     |
| Öreglányok           | The Golden Girls                          | NBC           |     |
|                      | The Wonder Years                          | ABC           |     |

### 1990-es évek
| Év                  | Magyar cím             | Eredeti cím              | Adó |
| 1990 48. gála       |                        |                          |     |
| ------------------- | ---------------------- | ------------------------ | --- |
| 1990 48. gála       | Cheers                 | Cheers                   | NBC |
| 1990 48. gála       |                        | Designing Women          | CBS |
| 1990 48. gála       | Egy rém rendes család  | Married... with Children | Fox |
| 1990 48. gála       |                        | Murphy Brown             | CBS |
| 1990 48. gála       | Öreglányok             | The Golden Girls         | NBC |
| 1991 49. gála       |                        |                          |     |
|                     | Brooklyn Bridge        | CBS                      |     |
| Cheers              | Cheers                 | NBC                      |     |
| Kisvárosi mesék     | Evening Shade          | CBS                      |     |
|                     | Murphy Brown           | CBS                      |     |
| Öreglányok          | The Golden Girls       | NBC                      |     |
| 1992 50. gála       |                        |                          |     |
| Roseanne            | Roseanne               | ABC                      |     |
|                     | Brooklyn Bridge        | CBS                      |     |
| Cheers              | Cheers                 | NBC                      |     |
| Kisvárosi mesék     | Evening Shade          | CBS                      |     |
|                     | Murphy Brown           | CBS                      |     |
| 1993 51. gála       |                        |                          |     |
| Seinfeld            | Seinfeld               | NBC                      |     |
|                     | Coach                  | ABC                      |     |
| Frasier – A dumagép | Frasier                | NBC                      |     |
| Házi barkács        | Home Improvement       | ABC                      |     |
| Roseanne            | Roseanne               | ABC                      |     |
| 1994 52. gála       |                        |                          |     |
| Megőrülök érted     | Mad About You          | NBC                      |     |
| Frasier – A dumagép | Frasier                | NBC                      |     |
|                     | Grace Under Fire       | ABC                      |     |
| Házi barkács        | Home Improvement       | ABC                      |     |
| Seinfeld            | Seinfeld               | NBC                      |     |
| 1995 53. gála       |                        |                          |     |
| Cybill              | Cybill                 | CBS                      |     |
| Frasier – A dumagép | Frasier                | NBC                      |     |
| Jóbarátok           | Friends                | NBC                      |     |
| Megőrülök érted     | Mad About You          | NBC                      |     |
| Seinfeld            | Seinfeld               | NBC                      |     |
| 1996 54. gála       |                        |                          |     |
| Űrbalekok           | 3rd Rock from the Sun  | NBC                      |     |
| Frasier – A dumagép | Frasier                | NBC                      |     |
| Jóbarátok           | Friends                | NBC                      |     |
| Megőrülök érted     | Mad About You          | NBC                      |     |
| Seinfeld            | Seinfeld               | NBC                      |     |
|                     | The Larry Sanders Show | HBO                      |     |
| 1997 55. gála       |                        |                          |     |
| Ally McBeal         | Ally McBeal            | Fox                      |     |
| Frasier – A dumagép | Frasier                | NBC                      |     |
| Jóbarátok           | Friends                | NBC                      |     |
| Kerge város         | Spin City              | ABC                      |     |
| Seinfeld            | Seinfeld               | NBC                      |     |
| Űrbalekok           | 3rd Rock from the Sun  | NBC                      |     |
| 1998 56. gála       |                        |                          |     |
| Ally McBeal         | Ally McBeal            | Fox                      |     |
| Dharma és Greg      | Dharma & Greg          | ABC                      |     |
| Divatalnokok        | Just Shoot Me!         | NBC                      |     |
| Frasier – A dumagép | Frasier                | NBC                      |     |
| Kerge város         | Spin City              | ABC                      |     |
| 1999 57. gála       |                        |                          |     |
| Szex és New York    | Sex and the City       | HBO                      |     |
| Ally McBeal         | Ally McBeal            | Fox                      |     |
| Dharma és Greg      | Dharma & Greg          | ABC                      |     |
| Kerge város         | Spin City              | ABC                      |     |
| Will és Grace       | Will & Grace           | NBC                      |     |

### 2000-es évek
| Év                      | Magyar cím            | Eredeti cím           | Adó |
| 2000 58. gála           |                       |                       |     |
| ----------------------- | --------------------- | --------------------- | --- |
| 2000 58. gála           | Szex és New York      | Sex and the City      | HBO |
| 2000 58. gála           | Ally McBeal           | Ally McBeal           | Fox |
| 2000 58. gála           | Frasier – A dumagép   | Frasier               | NBC |
| 2000 58. gála           | Már megint Malcolm    | Malcolm in the Middle | Fox |
| 2000 58. gála           | Will és Grace         | Will & Grace          | NBC |
| 2001 59. gála           |                       |                       |     |
| Szex és New York        | Sex and the City      | HBO                   |     |
| Ally McBeal             | Ally McBeal           | Fox                   |     |
| Frasier – A dumagép     | Frasier               | NBC                   |     |
| Jóbarátok               | Friends               | NBC                   |     |
| Will és Grace           | Will & Grace          | NBC                   |     |
| 2002 60. gála           |                       |                       |     |
| Félig üres              | Curb Your Enthusiasm  | HBO                   |     |
| Jóbarátok               | Friends               | NBC                   |     |
| A Simpson család        | The Simpsons          | Fox                   |     |
| Szex és New York        | Sex and the City      | HBO                   |     |
| Will és Grace           | Will & Grace          | NBC                   |     |
| 2003 61. gála           |                       |                       |     |
| A hivatal               | The Office            | BBC America           |     |
| Az ítélet: család       | Arrested Development  | Fox                   |     |
| Monk – A flúgos nyomozó | Monk                  | USA                   |     |
| Szex és New York        | Sex and the City      | HBO                   |     |
| Will és Grace           | Will & Grace          | NBC                   |     |
| 2004 62. gála           |                       |                       |     |
| Született feleségek     | Desperate Housewives  | ABC                   |     |
| Az ítélet: család       | Arrested Development  | Fox                   |     |
| Szex és New York        | Sex and the City      | HBO                   |     |
| Törtetők                | Entourage             | HBO                   |     |
| Will és Grace           | Will & Grace          | NBC                   |     |
| 2005 63. gála           |                       |                       |     |
| Született feleségek     | Desperate Housewives  | ABC                   |     |
| Félig üres              | Curb Your Enthusiasm  | HBO                   |     |
| Mindenki utálja Christ! | Everybody Hates Chris | UPN                   |     |
| Nancy ül a fűben        | Weeds                 | Showtime              |     |
| A nevem Earl            | My Name Is Earl       | NBC                   |     |
| Törtetők                | Entourage             | HBO                   |     |
| 2006 64. gála           |                       |                       |     |
| Ki ez a lány?           | Ugly Betty            | ABC                   |     |
| Nancy ül a fűben        | Weeds                 | Showtime              |     |
| Office                  | The Office            | BBC America           |     |
| Született feleségek     | Desperate Housewives  | ABC                   |     |
| Törtetők                | Entourage             | HBO                   |     |
| 2007 65. gála           |                       |                       |     |
| Futottak még…           | Extras                | HBO                   |     |
| Halottnak a csók        | Pushing Daisies       | ABC                   |     |
| Kaliforgia              | Californication       | Showtime              |     |
| A stúdió                | 30 Rock               | NBC                   |     |
| Törtetők                | Entourage             | HBO                   |     |
| 2008 66. gála           |                       |                       |     |
| A stúdió                | 30 Rock               | NBC                   |     |
| Kaliforgia              | Californication       | Showtime              |     |
| Nancy ül a fűben        | Weeds                 | Showtime              |     |
| Office                  | The Office            | BBC America           |     |
| Törtetők                | Entourage             | HBO                   |     |
| 2009 67. gála           |                       |                       |     |
| Glee – Sztárok leszünk! | Glee                  | Fox                   |     |
| Modern család           | Modern Family         | ABC                   |     |
| Office                  | The Office            | BBC America           |     |
| A stúdió                | 30 Rock               | NBC                   |     |
| Törtetők                | Entourage             | HBO                   |     |

### 2010-es évek
| Év                               | Magyar cím                | Eredeti cím         | Adó      |
| 2010 68. gála                    |                           |                     |          |
| -------------------------------- | ------------------------- | ------------------- | -------- |
| 2010 68. gála                    | Glee – Sztárok leszünk!   | Glee                | Fox      |
| 2010 68. gála                    | Agymenők                  | The Big Bang Theory | CBS      |
| 2010 68. gála                    | Jackie nővér              | Nurse Jackie        | Showtime |
| 2010 68. gála                    | Modern család             | Modern Family       | ABC      |
| 2010 68. gála                    | A stúdió                  | 30 Rock             | NBC      |
| 2010 68. gála                    | The Big C – A nagy C      | The Big C           | Showtime |
| 2011 69. gála                    |                           |                     |          |
| Modern család                    | Modern Family             | ABC                 |          |
| Glee – Sztárok leszünk!          | Glee                      | Fox                 |          |
| Megvilágosultam                  | Enlightened               | HBO                 |          |
| Sikersorozat                     | Episodes                  | Showtime            |          |
| Új csaj                          | New Girl                  | Fox                 |          |
| 2012 70. gála                    |                           |                     |          |
| Csajok                           | Girls                     | HBO                 |          |
| Agymenők                         | The Big Bang Theory       | CBS                 |          |
| Kasszasiker                      | Smash                     | NBC                 |          |
| Modern család                    | Modern Family             | ABC                 |          |
| Sikersorozat                     | Episodes                  | Showtime            |          |
| 2013 71. gála                    |                           |                     |          |
| Brooklyn 99 – Nemszázas körzet   | Brooklyn Nine-Nine        | Fox                 |          |
| Agymenők                         | The Big Bang Theory       | CBS                 |          |
| Csajok                           | Girls                     | HBO                 |          |
| Modern család                    | Modern Family             | ABC                 |          |
| Városfejlesztési osztály         | Parks and Recreation      | NBC                 |          |
| 2014 72. gála                    |                           |                     |          |
| Nincs titok                      | Transparent               | Amazon Prime Video  |          |
| Csajok                           | Girls                     | HBO                 |          |
| Narancs az új fekete             | Orange Is the New Black   | Netflix             |          |
| Szeplőtelen Jane                 | Jane the Virgin           | The CW              |          |
| Szilícium-völgy                  | Silicon Valley            | HBO                 |          |
| 2015 73. gála                    |                           |                     |          |
| Mozart a dzsungelben             | Mozart in the Jungle      | Amazon Prime Video  |          |
| Az alelnök                       | Veep                      | HBO                 |          |
| Alkalmi                          | Casual                    | Hulu                |          |
| Narancs az új fekete             | Orange Is the New Black   | Netflix             |          |
| Nincs titok                      | Transparent               | Amazon Prime Video  |          |
| Szilícium-völgy                  | Silicon Valley            | HBO                 |          |
| 2016 74. gála                    |                           |                     |          |
| Atlanta                          | Atlanta                   | FX                  |          |
| Az alelnök                       | Veep                      | HBO                 |          |
| Feketék fehéren                  | Black-ish                 | ABC                 |          |
| Mozart a dzsungelben             | Mozart in the Jungle      | Amazon Prime Video  |          |
| Nincs titok                      | Transparent               | Amazon Prime Video  |          |
| 2017 75. gála                    |                           |                     |          |
| A káprázatos Mrs. Maisel         | The Marvelous Mrs. Maisel | Amazon Prime Video  |          |
| Feketék fehéren                  | Black-ish                 | ABC                 |          |
| Master of None – Majdnem elég jó | Master of None            | Netflix             |          |
|                                  | SMILF                     | Showtime            |          |
| Will és Grace                    | Will & Grace              | NBC                 |          |
| 2018 76. gála                    |                           |                     |          |
| A Kominsky-módszer               | The Kominsky Method       | Netflix             |          |
| Barry                            | Barry                     | HBO                 |          |
| A Jó Hely                        | The Good Place            | NBC                 |          |
| A káprázatos Mrs. Maisel         | The Marvelous Mrs. Maisel | Amazon Prime Video  |          |
| Most nevess!                     | Kidding                   | Showtime            |          |
| 2019 77. gála                    |                           |                     |          |
| Bolhazsák                        | Fleabag                   | Amazon Prime Video  |          |
| Barry                            | Barry                     | HBO                 |          |
| A káprázatos Mrs. Maisel         | The Marvelous Mrs. Maisel | Amazon Prime Video  |          |
| A Kominsky-módszer               | The Kominsky Method       | Netflix             |          |
| A politikus                      | The Politician            | Netflix             |          |

### 2020-as évek
| Év                        | Magyar cím                   | Eredeti cím          | Adó       |
| 2020 78. gála             |                              |                      |           |
| ------------------------- | ---------------------------- | -------------------- | --------- |
| 2020 78. gála             |                              | Schitt's Creek       | Pop       |
| 2020 78. gála             | Emily Párizsban              | Emily in Paris       | Netflix   |
| 2020 78. gála             | A légikísérő                 | The Flight Attendant | HBO Max   |
| 2020 78. gála             | Nagy Katalin – A kezdetek    | The Great            | Hulu      |
| 2020 78. gála             | Ted Lasso                    | Ted Lasso            | Apple TV+ |
| 2021 79. gála             |                              |                      |           |
| Hacks – A pénz beszél     | Hacks                        | HBO Max              |           |
| Gyilkos a házban          | Only Murders in the Building | Hulu                 |           |
| Nagy Katalin – A kezdetek | The Great                    | Hulu                 |           |
| A rezervátum kutyái       | Reservation Dogs             | FX                   |           |
| Ted Lasso                 | Ted Lasso                    | Apple TV+            |           |
| 2022 80. gála             |                              |                      |           |
| Abbott Általános Iskola   | Abbott Elementary            | ABC                  |           |
| Gyilkos a házban          | Only Murders in the Building | Hulu                 |           |
| Hacks – A pénz beszél     | Hacks                        | HBO Max              |           |
| A mackó                   | The Bear                     | FX                   |           |
| Wednesday                 | Wednesday                    | Netflix              |           |
| 2023 81. gála             |                              |                      |           |
| A mackó                   | The Bear                     | FX                   |           |
| Abbott Általános Iskola   | Abbott Elementary            | ABC                  |           |
| Barry                     | Barry                        | HBO                  |           |
| Az esküdtszék             | Jury Duty                    | Amazon Freevee       |           |
| Gyilkos a házban          | Only Murders in the Building | Hulu                 |           |
| Ted Lasso                 | Ted Lasso                    | Apple TV+            |           |
| 2024 82. gála             |                              |                      |           |
| Hacks – A pénz beszél     | Hacks                        | HBO Max              |           |
| Abbott Általános Iskola   | Abbott Elementary            | ABC                  |           |
| A mackó                   | The Bear                     | FX                   |           |
| Bármit, csak ezt ne       | Nobody Wants This            | Netflix              |           |
| Gyilkos a házban          | Only Murders in the Building | Hulu                 |           |
| Úriemberek                | The Gentlemen                | Netflix              |           |

## Fordítás
- Ez a szócikk részben vagy egészben  a   Golden Globe Award for Best Television Series – Musical or Comedy című angol Wikipédia-szócikk ezen változatának fordításán alapul.  Az eredeti cikk szerkesztőit annak laptörténete sorolja fel. Ez a jelzés csupán a megfogalmazás eredetét és a szerzői jogokat jelzi, nem szolgál a cikkben szereplő információk forrásmegjelöléseként.